# Pterotricha kovblyuki
Pterotricha kovblyuki es una especie de araña araneomorfa del género Pterotricha, familia Gnaphosidae. Fue descrita científicamente por Zamani & Marusik en 2018.
Habita en Emiratos Árabes Unidos, Irak e Irán.